# India International
Die India International, auch India Satellite, India Asian Satellite oder India International Challenge betitelt, sind offene internationale Meisterschaften von Indien im Badminton. Es wurde zeitweise auch als Syed Modi Memorial International Badminton Tournament betitelt. Das Turnier ist nicht zu verwechseln mit den höherrangigen India Open, die seit 2010 als India Open Grand Prix Gold ausgetragen werden. In den 2020er Jahren wurden mit den India Maharashtra International und den India Chattisgarh International weitere Turniere der Kategorie International Challenge eingeführt.

## Sieger
| Saison    | Herreneinzel                  | Dameneinzel           | Herrendoppel                                       | Damendoppel                                       | Mixed                                       |
| --------- | ----------------------------- | --------------------- | -------------------------------------------------- | ------------------------------------------------- | ------------------------------------------- |
| 1998      | Lee Tsuen Seng                | Aparna Popat          | Chan Chong Ming Jeremy Gan                         | P. V. V. Lakshmi Madhumita Bisht                  | Vinod Kumar Madhumita Bisht                 |
| 1999      | Pullela Gopichand             | B. R. Meenakshi       | Jaseel P. Ismail Vincent Lobo                      | P. V. V. Lakshmi Archana Deodhar                  | J. B. S. Vidyadhar P. V. V. Lakshmi         |
| 2001      | Chetan Anand                  | Aparna Popat          | Ng Kean Kok Rosman Razak                           | Salakjit Ponsana Nucharin Teekhatrakul            | J. B. S. Vidyadhar Jwala Gutta              |
| 2002      | Abhinn Shyam Gupta            | Salakjit Ponsana      | Jeremy Gan Gan Teik Chai                           | Duanganong Aroonkesorn Kunchala Voravichitchaikul | Jaseel P. Ismail Manjusha Kanwar            |
| 2003      | Yeoh Kay Bin                  | Aparna Popat          | Zakry Abdul Latif Fairuzizuan Tazari               | Li Yujia Jiang Yanmei                             | Hendri Kurniawan Saputra Li Yujia           |
| 2004      | Pullela Gopichand             | Soratja Chansrisukot  | Valiyaveetil Diju Jaseel P. Ismail                 | Apriliana Rintan Rani Mundiasti                   | nicht ausgetragen                           |
| 2005      | Thomas Kurian                 | Saina Nehwal          | Rupesh Kumar Sanave Thomas                         | Nitya Krishinda Maheswari Nadya Melati            | Valiyaveetil Diju B. R. Meenakshi           |
| 2006      | Lee Cheol-ho                  | Saina Nehwal          | Rupesh Kumar Sanave Thomas                         | Jung Youn-kyung Kim Min-jung                      | Jung Hoon-min Jung Youn-kyung               |
| 2007      | Chong Wei Feng                | Kanako Yonekura       | Chang Hun Pin Chan Peng Soon                       | Jwala Gutta Shruti Kurien                         | Valiyaveetil Diju Jwala Gutta               |
| 2016      | Lakshya Sen                   | Rituparna Das         | Satwiksairaj Rankireddy Chirag Shetty              | Goh Yea Ching Lim Chiew Sien                      | Satwiksairaj Rankireddy Maneesha Kukkapalli |
| 2017      | Lakshya Sen                   | Tanishq Mamilla Palli | Arun George Sanyam Shukla                          | Putri Sari Dewi Citra Jin Yujia                   | Chen Tang Jie Goh Liu Ying                  |
| 2018 2020 | nicht ausgetragen             | nicht ausgetragen     | nicht ausgetragen                                  | nicht ausgetragen                                 | nicht ausgetragen                           |
| 2021      | Priyanshu Rajawat             | Anupama Upadhyaya     | Krishna Prasad Garaga Vishnuvardhan Goud Panjala   | Treesa Jolly Gayathri Gopichand                   | Ishaan Bhatnagar Tanisha Crasto             |
| 2022      | Sourabh Varma                 | Tanya Hemanth         | Chaloempon Charoenkitamorn Nanthakarn Yordphaisong | Ashwini Bhat Shikha Gautam                        | K. Sai Pratheek Ashwini Ponnappa            |
| 2023      | Sathish Kumar Karunakaran     | Isharani Baruah       | Hariharan Amsakarunan Ruban Kumar Rethinasabapathi | Miku Shigeta Maya Taguchi                         | Sathish Kumar Karunakaran Aadya Variyath    |
| 2024      | Rithvik Sanjeevi Satish Kumar | Isharani Baruah       | Pruthvi Krishnamurthy Roy K. Sai Pratheek          | Priya Konjengbam Shruti Mishra                    | Rohan Kapoor Ruthvika Shivani               |